# Max Zaha
Max Zaha (* 25. Oktober 1913 in München; † 1997) war ein deutscher Verwaltungsjurist, Regierungsvizepräsident der Oberpfalz und Präsident des Oberpfälzer Kulturbundes.

## Leben
Zaha, Sohn eines gleichnamigen Fabrikbesitzers, studierte in München, Berlin und Innsbruck. 1939 wurde er an der Fakultät für Rechts- und Staatswissenschaften der Universität Innsbruck zum Dr. jur. promoviert. Bis 1968 war er als Oberverwaltungsgerichtsrat am Bayerischen Verwaltungsgerichtshof in München tätig und wechselte dann nach Regensburg in die Regierung der Oberpfalz, wo er als auch als Regierungsvizepräsident wirkte.
Von 1978 bis 1984 saß er dem Oberpfälzer Kulturbund als Präsident vor und war dort später Ehrenmitglied. In dieser Funktion oblag ihm seinerzeit auch die Leitung des Nordgautages und die Herausgabe verschiedener Publikationen des Vereins.
Er lebte in Regensburg und war verheiratet mit Elfi Zaha, geborene Chormann.

## Schriften
- Die Aufhebung der Ehe. Zugl. Diss. Univ. Innsbruck, Eisfeld/Thüringen 1939.